# Феліпе Мора
Феліпе Мора (ісп. Felipe Mora, нар. 2 серпня 1993, Сантьяго) — чилійський футболіст, нападник клубу «Універсідад де Чилі».
Виступав, зокрема, за клуб «Аудакс Італьяно», а також молодіжну збірну Чилі.

## Клубна кар'єра
Народився 2 серпня 1993 року в місті Сантьяго. Вихованець футбольної школи клубу Audax Italiano U-19.
У дорослому футболі дебютував 2011 року виступами за команду клубу «Аудакс Італьяно», в якій провів п'ять сезонів, взявши участь у 121 матчі чемпіонату. Більшість часу, проведеного у складі «Аудакс Італьяно», був основним гравцем атакувальної ланки команди.
До складу клубу «Універсідад де Чилі» приєднався 2016 року. Відтоді встиг відіграти за команду із Сантьяго 26 матчів в національному чемпіонаті.

## Виступи за збірні
У 2013 році залучався до складу молодіжної збірної Чилі. На молодіжному рівні зіграв у 13 офіційних матчах, забив 2 голи.

## Титули і досягнення
- Нацкращий бомбардир чилійської Прімери: Клаусура 2017 (13 голів)